# Minus World
Minus World (яп. マイナスワールド Майнасу ва:рудо) — игровой уровень в Super Mario Bros. 1985 года, вызванный внутренней ошибкой. В эту область можно попасть, выполняя нужные движения в определённой последовательности. В случае успеха игрок в NES-версии попадал в скрытую область, обозначенную как «World −1», с бесконечным уровнем воды и бесконечным перепрохождением, владельцы копий для FDS попадали в сломанные версии первых трёх миров. Вышеописанные различия связаны с разным расположением игровых файлов в двух версиях. «Мир −1» приобрёл известность после того, как его обнаружила редакция журнала Nintendo Power, описав уровень как «бескрайний подводный мир, из которого никто не смог сбежать». Журнал также выпустил руководства по попаданию на скрытый уровень. Сигэру Миямото, глава Nintendo, утверждал, что «Мир −1» не был добавлен намеренно и является внутриигровой ошибкой. Позже Миямото заметил, что Minus World можно назвать одной из особенностей игры, так как она не вызывала повреждения в игровых данных.
Обнаружение и популяризация «Мира −1» среди поклонников Mario послужила почвой для распространения слухов о существовании других скрытых уровней в Super Mario Bros, намеренно оставленных разработчиками. «Мир −1» признан одной из самых известных внутриигровых ошибок в истории видеоигр. Minus World стал использоваться для определения скрытых игровых областей вне заданных игровых параметров, например в The Legend of Zelda. Отсылки к Minus World можно встретить в ряде независимых игр.

## Описание
В «Мир −1» можно попасть, если пройти почти до конца уровень 1-2 в Super Mario Bros. и добраться до варп-трубы, ведущей на поверхность. Для этого игроку требуется совершить ряд последовательных движений. Марио должен прыгнуть на левый край трубы и во время второго прыжка пригнуться в момент столкновения с потолком. В случае успеха Марио начнёт проходить сквозь стену и сможет попасть во вторую трубу, по задумке разработчиков недоступную игрокам на данном этапе прохождения, после чего попадёт на уровень, обозначенный как «Мир −1», с бесконечным уровнем воды, являющийся сломанной версией «Мира 7-2». Уровень зациклен, то есть, пройдя его до конца, игрок начнёт перепрохождение.
В японской версии игры для Family Computer Disk System Minus World не зациклен в себе, а состоит из трёх уровней, которые можно пройти и закончить игру. Японская версия также начинается с подводного уровня, где можно увидеть плавающие спрайты принцессы Пич и Боузера. Различия обусловлены разным расположением внутриигровых файлов в картридже для североамериканской версии и в диске для японской. Игровые картриджи и диски по разному упорядочивают внутриигровые файлы.

## Восприятие
Редакция Screen Rant назвала Minus World «невероятным феноменом», ставшим со временем настолько значимым, что ему удалось войти в лексикон геймдизайнеров. Разные редакции называли «Мир −1» легендарным, одной из самых знаменитых внутриигровых ошибок всех времён, одним из величайших секретов видеоигр. Джейсон Шрайер с сайта Kotaku заметил, что Minus World «оставил неизгладимый след в истории видеоигр». Редакция Edge спорила о влиянии «Мира −1» на развитие игровой индустрии, в частности ими высказывалось мнение, что Minus World помог понять, насколько игроки заинтересованы в поиске секретных уровней. Редакция Screen Rant с сарказмом назвала бесконечный водный уровень в Super Mario Bros. «худшим кошмаром каждого геймера». Со слов консультанта Nintendo, который отвечал на звонки клиентов, Minus World выступала одной из самых популярных тем для вопросов.

## Наследие
Определение Minus World стало использоваться для описания скрытых игровых областей, существующих вне игровых параметров. Водный уровень в Super Mario Bros. стал самым ранним и известным примером этого явления. Некоторые разработчики независимых игр признавались, что вдохновлялись «Миром −1» при создании своих игр, например Джим Стормдансер, создатель Frog Fractions и Frog Fractions 2, стремился передать ощущение таинственности, которое он испытывал при попадании в скрытый мир в Mario Bros.. В игре 2010 года Super Meat Boy есть скрытые уровни Minus Warp Zones, являющиеся отсылкой к Minus World. Томом Хэпп, создатель метроидвании Axiom Verge, также ввёл в свою игру механику «Glitch Gun», вызывающую внутриигровые ошибки и позволяющую попадать на раннее скрытые уровни. Хэпп вдохновлялся в том числе Minus World. Отсылка к «Миру −1» также присутствует в виде одноимённого уровня в игре Super Paper Mario, представляющего собой аналог чистилища.